# 小森虹那
小森 虹那（こもり にな、2001年3月1日 - ）は、日本のモデル、女優、アイドルである。
北海道出身。元ケイダッシュステージ所属。

## 人物
- ダンスが大好きで幼稚園の頃からダンスを習っており、学生時代には8時から21時までダンスの練習をするほど。小学生時代にはEXILEのバックダンサーの経験がある。
- 東京スクールオブミュージック&ダンス専門学校出身。しかし、2年生までは同系列の札幌放送芸術&ダンス専門学校に通っていた。
- 卒業後は東京へ行きたいという思いが強くなり、3年時に同系列の東京校へ編入。
- リアル女子高生アイドル「SO.ON  project」の8期生メンバー（Team So-Daキャプテン）として活動していた。
- 男装アイドルグループ風男塾 の元メンバーでもある。パーソナルカラーは橙色。
- 特技はダンスとまつ毛に16本爪楊枝を乗せられること。
- じっとしているのが苦手で、学生時代は座学が苦手だった。
- 憧れのアーティストはバックダンサーを務めたこともあるEXILE（特にMAKIDAI）。

## 経歴
小学生時代(時期不明)
- EXILEのバックダンサーとして活動。

2017年
- 4月、札幌放送芸術＆ミュージック・ダンス専門学校（高等課程）にて「SO.ON project」の履修開始。（札幌支部立ち上げメンバー）

2018年
- 4月、東京スクールオブミュージック&ダンス専門学校（高等課程）に編入。「SO.ON project TOKYO」メンバーとして活動。

2019年
- 3月20日、高校を卒業とともに「SO.ON  project」を卒業[1] [2]。
- ケイダッシュステージに所属。

2020年
- 1月7日「神那 橙摩(かんな とうま)」として風男塾に加入。

2022年
- 4月8日、duo MUSIC EXCHANGEで開催された「神那橙摩・偉舞喜雅 卒業公演『I’m always on your side.』」を持って、風男塾を卒業した。
- 4月30日、自身のTwitterで同日付でケイダッシュステージを退社したことを報告した。

## 出演

### 広告
- イオン浴衣広告（2017年）
- センチュリーロイヤルホテルブライダルショー（2017年）

### MV
- HARUKA（from Softly）「ファインダー越しの君」（2019年）